# Chapelle Notre-Dame-de-la-Médaille-Miraculeuse
Chapelle Notre-Dame-de-la-Médaille-Miraculeuse är ett kapell i Paris, helgat åt Vår Fru av den mirakulösa medaljen. Det är beläget vid Rue du Bac i 7:e arrondissementet. 
I detta kapell fick Catherine Labouré 1830 en uppenbarelse av Jungfru Maria som instruerade henne om den mirakulösa medaljen.